# 速水里彩
速水 里彩（はやみ りさ、1991年4月30日 - ）は、東海テレビ放送のアナウンサー。

## 略歴
2014年3月に金城学院大学現代文化学部(現:国際情報学部)を卒業。卒業論文が優秀論文賞受賞。指導教授は元東海テレビアナウンサーの磯野正典。
2014年4月、愛媛朝日テレビに入社。
2015年11月、第14回ANNアナウンサー賞最優秀新人賞を受賞　。
2016年12月、愛媛朝日テレビ退社。
2017年1月　東海テレビに移籍・入社。
2019年3月13日の社長会見において2018年末に結婚したことを発表。
2024年3月14日放送のスイッチ！にて、第1子妊娠中のため3月末での同番組卒業を発表した。
2025年4月より復帰。スイッチ！の火・水曜日MCを担当。

## 現在の担当番組
- スイッチ! （火・水曜日MC、2025年4月1日 - ）[3]

## 過去の担当番組
愛媛朝日テレビ時代
- ちかくナルナル なるちか!
- グッチョイ!
- 第98回全国高等学校野球選手権大会中継（朝日放送） - アルプススタンドリポート
- eatニュース

東海テレビ移籍後
- ニュースOne （フィールドキャスター、2018年4月～2019年3月）
- KEIBA BEAT（MC、2017年夏開催 - 2019年冬開催)
- SKE48は君と歌いたい（ナレーター、2021年1月5日 ‐ 6月22日）
- SKE48とちょっとそこまで(ナレーター、2021年7月6日‐2024年4月30日）

### Locipo
- SKE48の名古屋4局のアナウンサーを8週連続で呼び出したった。（2020年10月30日）- ゲスト出演    [4]